# La Couleur tombée du ciel (recueil)
La Couleur tombée du ciel est un recueil de quatre nouvelles appartenant aux genres horreur et fantasy de l'auteur américain H. P. Lovecraft. Publié en France dans la collection « Présence du futur » des éditions Denoël en 1954, il regroupe quatre des plus célèbres textes de l'auteur.

## Contenu
1. La Couleur tombée du ciel (The Colour Out of Space).
Publié pour la première fois dans Amazing Stories, septembre 1927.
2. L'Abomination de Dunwich (The Dunwich Horror).
Publié pour la première fois dans Weird Tales, avril 1929.
3. Celui qui chuchotait dans les ténèbres (The Whisperer in Darkness)
Publié pour la première fois dans Weird Tales, août 1931.
4. Le Cauchemar d'Innsmouth (The Shadow Over Innsmouth).
Publié pour la première fois par Visionary Press sous la forme d'un opuscule de 158 pages en avril 1936.

## Différentes éditions[1]
- Denoël, coll. Présence du Futur no 4, troisième trimestre 1954, 244 pages, traduction de Jacques Papy, contient une introduction de Jacques Bergier[2]. Réédité en 1969,1973, 1978, 1980, 1984 et 1994.
- CAL (Culture, Arts, Loisir), coll. Les Chefs-d'Œuvre de la Science Fiction et du Fantastique, 1973.
- Gallimard, coll. Folio SF, 2000, avec une traduction révisée par Simone Lamblin. Réédité en 2003 et 2006.